# Comuna de Kościelec
Kościelec (polaco: Gmina Kościelec) é uma gminy (comuna) na Polónia, na voivodia de Grande Polónia e no condado de Kolski. A sede do condado é a cidade de Kościelec.
De acordo com os censos de 2006, a comuna tem 6654 habitantes, com uma densidade 62,5 hab/km².

## Área
Estende-se por uma área de 105,9 km², incluindo:
- área agricola: 69%
- área florestal: 21%

## Demografia
Dados de 30 de Junho 2004:
|                      | Total   | Total | Mulheres | Mulheres | Homens  | Homens |
| -------------------- | ------- | ----- | -------- | -------- | ------- | ------ |
|                      | pessoas | %     | pessoas  | %        | pessoas | %      |
| População            | 6620    | 100   | 3301     | 49,9     | 3319    | 50,1   |
| Densidade (pop./km²) | 62,5    | 100   | 31,2     | 31,2     | 31,3    | 31,3   |

De acordo com dados de 2002, o rendimento médio per capita ascendia a 1198,18 zł.

## Comunas vizinhas
- Comuna de Brudzew, gmina Dąbie, Comuna de Koło, miasto Koło, Comuna de Kramsk, Comuna de Krzymów, Comuna de Władysławów